# Anicetus ceroplastis
Anicetus ceroplastis är en stekelart som beskrevs av Ishii 1928. Anicetus ceroplastis ingår i släktet Anicetus och familjen sköldlussteklar.
Artens utbredningsområde är Israel. Inga underarter finns listade i Catalogue of Life.